# Galip Güzel
Galip Güzel (* 10. Januar 1987 in Merzifon) ist ein türkischer Fußballspieler.

## Karriere
Güzel startete mit dem Vereinsfußball in der Jugend seines Heimatvereins Merzifonspor und durchlief später die Jugendabteilung des Istanbuler Erstligisten Galatasaray. 2006 wechselte er mit einem Profivertrag ausgestattet zum Drittligisten Fatih Karagümrük SK. Für diesen Verein spielte er nur eine halbe Spielzeit, ehe er in der Winterpause zum Zweitligisten Türk Telekomspor wechselte. Zum Sommer 2007 wechselte Güzel zum Viertligisten Değirmenderespor. Bei diesem Verein gelang auf Anhieb der Sprung in die Stammelf. Bereits nach einer Spielzeit verließ Güzel Değirmenderespor und wechselte zum Ligakonkurrenten Bandırmaspor. Zum Saisonende erreichte er mit seinem Team den Meistertitel der TFF 3. Lig und damit den direkten Aufstieg in die TFF 2. Lig. Nach diesem Erfolg wurde er mit mehreren Vereinen der oberen Ligen in Verbindung gebracht, u. a. mit Bursaspor. Güzel blieb aber noch eine Saison bei Bandırmaspor.
Mit dem Vertragsende mit Bandırmaspor wechselte Güzel 2011 innerhalb der Liga zu Bugsaş Spor. Auch bei diesem Verein etablierte er sich rasch als Leistungsträger.
Zum Sommer 2013 heuerte Bayır zusammen mit seinem Teamkollegen Muhammed Bayır und Ahmet Güven beim Zweitligisten Ankaraspor an. Zum Zeitpunkt seines Wechsels war sein vorheriger Verein Bugsaşspor der Zweitverein von Ankaraspor. Bei beiden Vereinen ist der Bürgermeister von Ankara, Melih Gökçek, und damit auch die Stadtverwaltung als Mäzen tätig. Für die Rückrunde der Saison 2015/16 wurde er an den Zweitligisten Alanyaspor ausgeliehen.
Im Sommer 2016 verließ er Osmanlıspor FK endgültig und heuerte stattdessen beim Zweitligisten Sivasspor an. Am 4. Januar 2018 folgte dann ein Wechsel zum Erstligisten Çaykur Rizespor. Nach einer halben Saison heuerte er beim Zweitligisten Adana Demirspor an und verließ auch diesen Verein nach einer halben Spielzeit in Richtung Osmanlıspor FK.

## Erfolge
Mit Bandırmaspor
- Meister der TFF 3. Lig und Aufstieg in die TFF 2. Lig: 2009/10

Mit Osmanlıspor FK
- Vizemeister der TFF 1. Lig und Aufstieg in die Süper Lig: 2014/15

Mit Alanyaspor
- Play-off-Sieger der TFF 1. Lig und Aufstieg in die Süper Lig: 2015/16

Mit Sivasspor
- Meister der TFF 1. Lig und Aufstieg in die Süper Lig: 2016/17